# Ischnoptera imparata
Ischnoptera imparata es una especie de cucaracha del género Ischnoptera, familia Ectobiidae. Fue descrita científicamente por Rehn en 1918.
Habita en Brasil.